# 틱 택

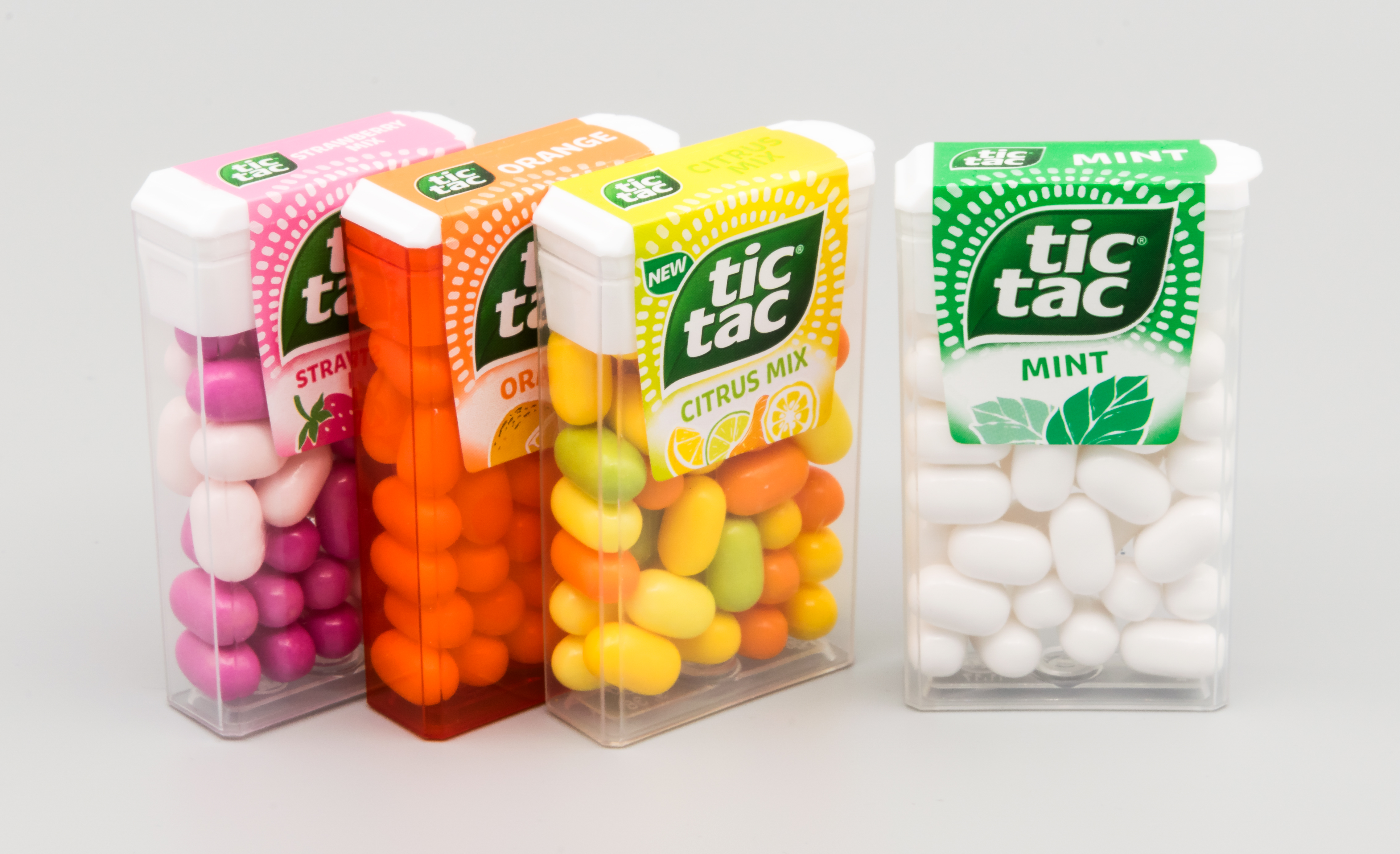
틱 택

틱 택(Tic Tac)은 이탈리아의 페레로가 출시하는 작은 민트 제품이다. 100여개국에서 판매되고 있다.

## 같이 보기
- 멘토스